# 横田河原の戦い
横田河原の戦い（よこたがわらのたたかい）は、治承・寿永の乱の中の戦いの一つ。信濃で挙兵した源義仲らの諸源氏に対して平氏方の越後の城助職が攻め込んで発生した戦い。

## 合戦の年月日について
『吾妻鏡』にはこの戦いは、寿永元年（1182年）10月のこと、延慶本を除く『平家物語』では同年9月のこととされているが、同時代史料である『玉葉』では治承5年（1181年）6月のこととされている。

## 経過
治承4年（1180年）9月頃には源（木曾）義仲、源（岡田）親義、井上光盛などの信濃源氏が以仁王の令旨を報じて挙兵した。これを受けて市原（現在の長野市若里市村）の渡し付近で平氏方の笠原氏と源氏方の村山氏や栗田氏との間で前哨戦があったが決着が付かなかった（市原合戦）。それに対して、平氏は信濃に隣接する越後の実力者城助職をもって対抗させようとした。
翌治承5年（1181年）6月、城助職は大軍を率いて信濃国に侵攻し、雨宮の渡しの対岸に位置していた川中島平南部の横田城に布陣した。それに対して義仲は上州に隣接する佐久郡の依田城を拠点に、木曽衆・佐久衆（平賀氏等）・甲斐衆（実際は上州衆との説がある）を集結して北上、6月13日、横田河原において両者が激突した。その際、千曲川対岸から平家の赤旗を用いて城氏の軍に渡河接近し、城氏の本軍に近づくと赤旗を捨てて源氏の白旗を掲げるという井上光盛の奇策が功を奏した。また越後軍には長旅の疲れや油断もあって9,000騎余が討たれたり逃げ去り、兵力では城氏の軍に遥かに劣る信濃勢が勝利を収めた。
敗れた助職は負傷して300騎ばかりで越後に逃げ帰るが敗戦後は離反者が相次ぎ、奥州会津へと撤退することを余儀なくされる。その後、助職は会津で奥州藤原氏の攻撃を受けそこも撤退させられ、一連の戦いの後、城氏は一時没落を余儀なくされる。
一方勝利を収めた義仲は越後国府に入り、越後の実権を握る。この信濃勢の勝利の後、若狭、越前などの北陸諸国で反平氏勢力の活動が活発になり、義仲は後に倶利伽羅峠の大勝を得て北陸を制覇する基盤を獲得することになる。
また、平氏は北陸の味方を失い、後の治承・寿永の乱で不利な立場に立たされることとなった。